# Bernard Béguin
Bernard Béguin (Grenoble, 24 settembre 1947) è un ex pilota di rally francese, vincitore del Tour de Corse nel 1987 su BMW M3 E30, gara valida per il Campionato del Mondo Rally.
Partecipante abituale del Tour de Corse, Béguin ha ottenuto i suoi primi punti nel Campionato del mondo di rally arrivando terzo al Tour de Corse del 1985 su una Porsche 911. È andato punti nelle successive tre edizioni.
Béguin ha vinto quattro volte il campionato di rally francese, nel 1979, 1991, 1992 e 1993.

## Palmarès
Vittorie nel mondiale Rally
| # | Evento              | Stagione | Navigatore | Auto       |
| - | ------------------- | -------- | ---------- | ---------- |
| 1 | 30ème Tour de Corse | 1987     |            | BMW M3 E30 |

## Risultati nel WRC
| 1974 | Scuderia | Vettura            |  |  |  |  |  |  |  |     |  |  |  |  |  |  |  |  | Punti | Pos. |
| ---- | -------- | ------------------ |  |  |  |  |  |  |  | --- |  |  |  |  |  |  |  |  | ----- | ---- |
| 1974 |          | Alfa Romeo Alfetta |  |  |  |  |  |  |  | Rit |  |  |  |  |  |  |  |  |       |      |

| 1976 | Scuderia | Vettura             |    |  |  |  |  |  |  |  |  |  |  |  |  |  |  |  | Punti | Pos. |
| ---- | -------- | ------------------- | -- |  |  |  |  |  |  |  |  |  |  |  |  |  |  |  | ----- | ---- |
| 1976 |          | Alfa Romeo 2000 GTV | 10 |  |  |  |  |  |  |  |  |  |  |  |  |  |  |  |       |      |

| 1977 | Scuderia | Vettura                                      |     |  |  |  |  |  |  |  |  |     |  |  |  |  |  |  | Punti | Pos. |
| ---- | -------- | -------------------------------------------- | --- |  |  |  |  |  |  |  |  | --- |  |  |  |  |  |  | ----- | ---- |
| 1977 |          | Porsche 911 Carrera Alpine-Renault A310 1800 | Rit |  |  |  |  |  |  |  |  | Rit |  |  |  |  |  |  |       |      |

| 1978 | Scuderia | Vettura                 |     |  |  |  |  |  |  |  |  |  |  |  |  |  |  |  | Punti | Pos. |
| ---- | -------- | ----------------------- | --- |  |  |  |  |  |  |  |  |  |  |  |  |  |  |  | ----- | ---- |
| 1978 |          | Porsche 911 Carrera 3.0 | Rit |  |  |  |  |  |  |  |  |  |  |  |  |  |  |  |       |      |

| 1979 | Scuderia | Vettura                                 |    |  |  |  |  |  |  |  |  |     |  |  |  |  |  |  | Punti | Pos. |
| ---- | -------- | --------------------------------------- | -- |  |  |  |  |  |  |  |  | --- |  |  |  |  |  |  | ----- | ---- |
| 1979 |          | Ford Escort RS 2000 MKII Porsche 911 SC | 16 |  |  |  |  |  |  |  |  | Rit |  |  |  |  |  |  | 0     |      |

| 1980 | Scuderia | Vettura        |     |  |  |  |  |  |  |  |  |  |  |  |  |  |  |  | Punti | Pos. |
| ---- | -------- | -------------- | --- |  |  |  |  |  |  |  |  |  |  |  |  |  |  |  | ----- | ---- |
| 1980 |          | Porsche 911 SC | Rit |  |  |  |  |  |  |  |  |  |  |  |  |  |  |  | 0     |      |

| 1982 | Scuderia        | Vettura        |  |  |  |  |   |  |  |  |  |  |  |  |  |  |  |  | Punti | Pos. |
| ---- | --------------- | -------------- |  |  |  |  | - |  |  |  |  |  |  |  |  |  |  |  | ----- | ---- |
| 1982 | Porsche Alméras | Porsche 911 SC |  |  |  |  | 3 |  |  |  |  |  |  |  |  |  |  |  | 12    | 15º  |

| 1983 | Scuderia  | Vettura |  |  |  |  |     |  |  |  |  |  |  |  |  |  |  |  | Punti | Pos. |
| ---- | --------- | ------- |  |  |  |  | --- |  |  |  |  |  |  |  |  |  |  |  | ----- | ---- |
| 1983 | BMW Motul | BMW M1  |  |  |  |  | Rit |  |  |  |  |  |  |  |  |  |  |  | 0     |      |

| 1985 | Scuderia                    | Vettura           |  |  |  |  |   |  |  |  |  |  |  |  |  |  |  |  | Punti | Pos. |
| ---- | --------------------------- | ----------------- |  |  |  |  | - |  |  |  |  |  |  |  |  |  |  |  | ----- | ---- |
| 1985 | Rothmans Porsche Rally Team | Porsche 911 SC RS |  |  |  |  | 3 |  |  |  |  |  |  |  |  |  |  |  | 12    | 18º  |

| 1987 | Scuderia           | Vettura    |  |  |  |  |   |  |  |  |  |  |  |  |  |  |  |  | Punti | Pos. |
| ---- | ------------------ | ---------- |  |  |  |  | - |  |  |  |  |  |  |  |  |  |  |  | ----- | ---- |
| 1987 | Rothmans BMW Motul | BMW M3 E30 |  |  |  |  | 1 |  |  |  |  |  |  |  |  |  |  |  | 20    | 14º  |

| 1988 | Scuderia         | Vettura    |  |  |  |  |   |  |  |  |  |  |  |  |  |  |  |  | Punti | Pos. |
| ---- | ---------------- | ---------- |  |  |  |  | - |  |  |  |  |  |  |  |  |  |  |  | ----- | ---- |
| 1988 | Bastos Motul BMW | BMW M3 E30 |  |  |  |  | 7 |  |  |  |  |  |  |  |  |  |  |  | 4     | 50º  |

| 1989 | Scuderia         | Vettura    |  |  |  |  |   |  |  |  |  |  |  |  |  |  |  |  | Punti | Pos. |
| ---- | ---------------- | ---------- |  |  |  |  | - |  |  |  |  |  |  |  |  |  |  |  | ----- | ---- |
| 1989 | Bastos Motul BMW | BMW M3 E30 |  |  |  |  | 5 |  |  |  |  |  |  |  |  |  |  |  | 8     | 34º  |

| 1991 | Scuderia | Vettura                     |  |  |  |  |     |  |  |  |  |  |  |  |  |  |  |  | Punti | Pos. |
| ---- | -------- | --------------------------- |  |  |  |  | --- |  |  |  |  |  |  |  |  |  |  |  | ----- | ---- |
| 1991 |          | Ford Sierra RS Cosworth 4x4 |  |  |  |  | Rit |  |  |  |  |  |  |  |  |  |  |  | 0     |      |

| 1993 | Scuderia | Vettura                 |  |  |  |  |   |  |  |  |  |  |  |  |  |  |  |  | Punti | Pos. |
| ---- | -------- | ----------------------- |  |  |  |  | - |  |  |  |  |  |  |  |  |  |  |  | ----- | ---- |
| 1993 |          | Ford Escort RS Cosworth |  |  |  |  | 6 |  |  |  |  |  |  |  |  |  |  |  | 6     | 31º  |

| Legenda | 1º posto | 2º posto | 3º posto | A punti | Senza punti | Ritirato | Squalificato | NP=Non partito C=Gara cancellata | Apice=Power stage |